# Лесопарк Гагарка
Лесопарк Гагарка — будущая охраняемая природная территория в Курортном районе Санкт-Петербурга, город Сестрорецк. На территории лесопарка выявлено 40 краснокнижных видов.

## Описание
Гагарка занимает площадь 28,6 га, внутри — сквер. Здесь находится дикая растительность, есть смешанный лес, плавно переходящий в лиственный. В лесопарке растут: ель обыкновенная, в небольших и редких количествах сосна обыкновенная, а из лиственных пород — берёза повислая, рябина обыкновенная, дуб, клён, ольха, осина, малина обыкновенная. Из трав в лесопарке произрастают сныть, иван-чай узколистный, крапива двудомная, камыш, папоротники, земляника лесная дикая. В середине лесопарка расположено болото.
Лесопарк Тарховка объединяется с лесопарком Гагаркой и лесопарком Разлив в парк Тарховка.

## Этимология
Лесопарк получил своё название из-за части поселка (часть поселка Разлив от Финского залива до железной дороги называлась Гагаркой по протекающей реке Гагарка).

## История
Лес Гагарка получил статус лесопарка в 1958 году. В 2017 году территория была взята на экологическое обследование. В 2018 году было проведено экологическое обследование. После этого планировочного ООПТ переменовали из «лесопарк Гагарка» в «Гагарку» (без слова лесопарк). В ходе экологического обследования выявили 40 краснокнижных видов. Рассматривается возможность создания охраняемой природной территории «Гагарка» или включения в заказник «Тарховский» («Тарховский мыс») вместе c лесопарком Тарховка.